# Csajág
Csajág è un comune dell'Ungheria di 889 abitanti (dati 2001). È situato nella contea di Veszprém.